# Escudo de Roma
El escudo de la ciudad de Roma consiste en un escudo gótico con el campo de gules, en el que figura una cruz griega y la sigla SPQR de la expresión latina Senatvs Popvlvs Qve Romanvs, cuya traducción es «el Senado y el Pueblo Romano». La cruz y la sigla están escritas en oro y se disponen en una diagonal descendente, denominada banda en heráldica. El escudo está timbrado con una corona de oro abierta y decorada con ocho florones, cinco a la vista. 
La versión actualmente vigente se encuentra regulada en un Decreto aprobado el 26 de agosto de 1927.
El blasonamiento o descripción heráldica del escudo de Roma es el siguiente:

En un campo de gules, una cruz griega de oro y las mayúsculas SPQR escritas de lo mismo, todo colocado en banda.

## Historia
El uso del escudo heráldico de la ciudad de Roma se encuentra documentado desde el siglo XIII y figura en los florines de oro emitidos por el Senado de la ciudad, acuñados un siglo más tarde. Durante el siglo XVI se introdujo la forma apuntada del escudo. En dos actas publicadas en 1718 y 1743 recogen el antiguo privilegio que continuaba ostentando la nobleza romana que les permitía colocar el escudo cívico en las fachadas de sus residencias. Durante la ocupación francesa de la ciudad del Tíber, Napoleón Bonaparte ordenó la adopción de un nuevo escudo de armas en virtud de su status como Bonne Ville del Imperio francés. El elemento central del nuevo escudo fue la escena en que aparece la Loba Capitolina amamantando a los gemelos Rómulo y Remo. Además este blasón fue aumentado de un jefe de gules cargado con tres abejas de oro, otro de los símbolos del Imperio napoleónico.
Las líneas básicas del escudo actual se remontan al año 1884, durante el mandato del alcalde Leopoldo Torlonia. La simbología de los colores y elementos del escudo tiene componentes de la antigua Roma y del Catolicismo: 
- El esmalte (color) del campo del escudo es una alusión al relato mítico de la Antigüedad que narra la historia de los once escudos sagrados, elaborados con bronce de color rojizo, que se custodiaban en el Templo de Marte. El original de estos once escudos había pertenecido al dios Marte y había caído del cielo sobre el rey Numa Pompilio. La ninfa Egeria reveló que Roma debía ser señora del mundo mientras conservara el escudo de Marte. Para dificultar la sustracción del escudo original se elaboraron otros once idénticos al original.
- SPQR es la sigla de la frase SENATVS POPVLVSQVE ROMANVS que significa «el Senado y el Pueblo Romano», en recuerdo de la unidad alcanzada entre la aristocracia y el pueblo de la ciudad que hizo posible la aparición de las instituciones republicanas y la grandeza de la antigua Roma.
- La cruz griega representa a la Cristiandad, dada la importancia de Roma como sede de la Iglesia católica.